# Вініловий спирт
Віні́ловий спирт, етено́л — органічна сполука, найпростіший представник енолів складу CH2CHOH.
У вільному стані вініловий спирт не виділено, оскільки він таутомеризується (відбувається кето-енольна таутомерія) у більш стійку сполуку  — етаналь (рівноважна концентрація етенолу на сім порядків менша за концентрацію етаналю):
Зворотня реакція — утворення енолу — можлива лише за умови фотохімічного впливу на реакційну суміш.
В природі такі реакції можуть проходити у верхніх шарах атмосфери та у міжзоряному середовищі. Зокрема, у 2001 році науковці з обсерваторії Кітт-Пік повідомили про спостереження етенолу у газопиловій хмарі Стрілець B2.
З огляду на неможливість перебувати за звичайних умов у вільному стані, вініловий спирт є стійким лише у полімерній формі — як полівініловий спирт, а також у складі кополімерів.